# 文鶴體育場站
文鶴體育場站（：／ Munhak-gyeonggijang yeok */?）是仁川地鐵1號線沿線的一座地下車站，位於韓國仁川廣域市延壽區仙鶴洞。過去曾以「SK飛龍」作為韓語副站名，現則改為「大奧斯坦婚禮展覽」（그랜드오스티엄웨딩컨벤션）。

## 車站結構
站體為2面2線曲線式設計側式月台的地下車站，候車月台設有月台幕門，並有2處出口。

### 月台配置
| 仁川客運站 ↑ |
| \| 上        |
| ↓ 仙鶴       |

| 月台 | 路線               | 目的地                                           |
| ---- | ------------------ | ------------------------------------------------ |
| 上行 | ●仁川都市鐵道1號線 | 富平、富平區廳、橘峴、桂陽方向                   |
| 下行 | ●仁川都市鐵道1號線 | 源仁齋、東幕、國際業務園區、松島月光慶典公園方向 |

## 歷史
- 1999年10月6日：落成啟用。

## 車站周邊
- 文鶴情報高校
- 仁明女子高校
- 仁川文鶴競技場
- 文鶴棒球場
- 文鶴朴泰桓游泳場（朝鲜语：문학박태환수영장）

## 圖片

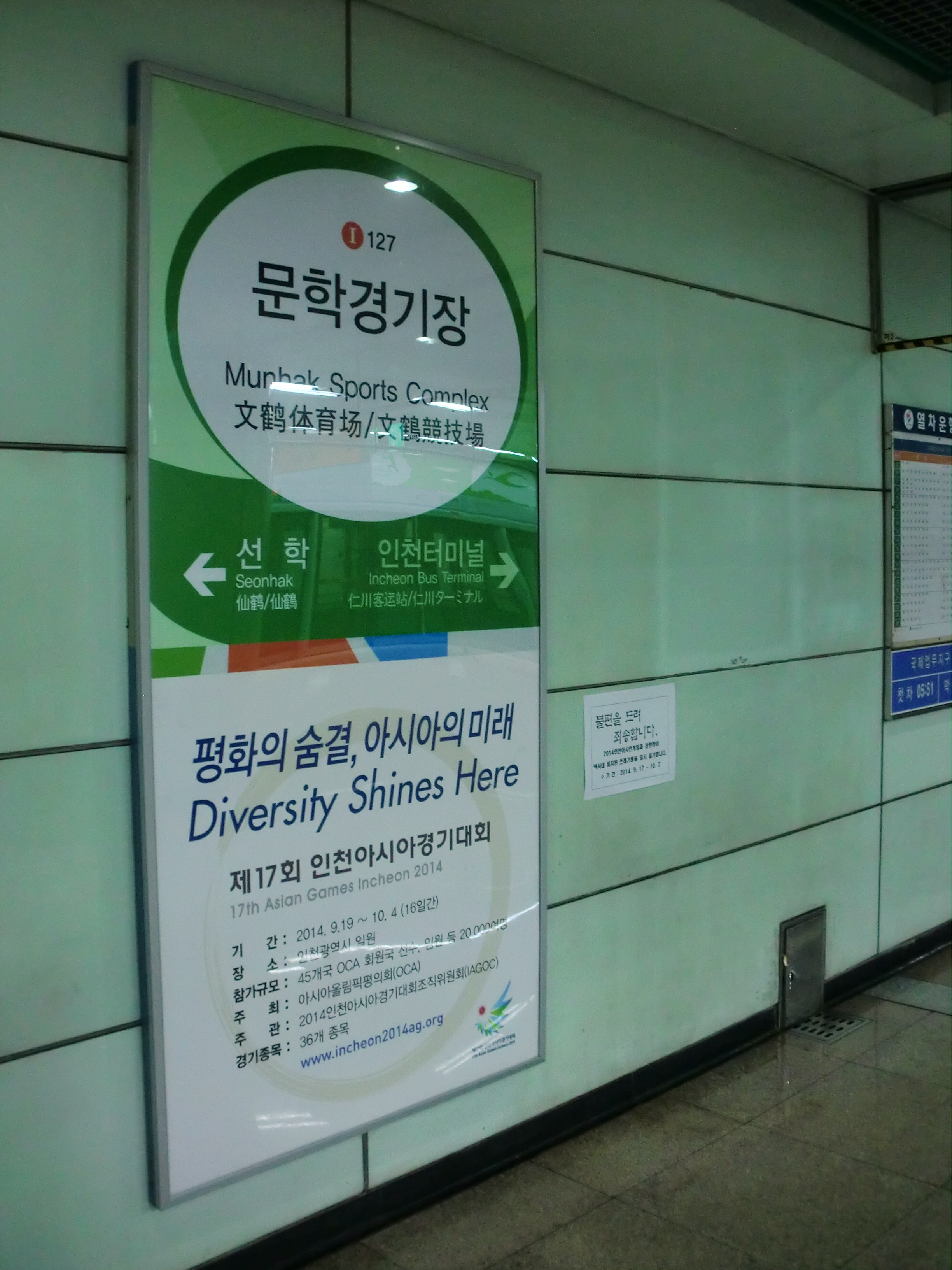
站名牌
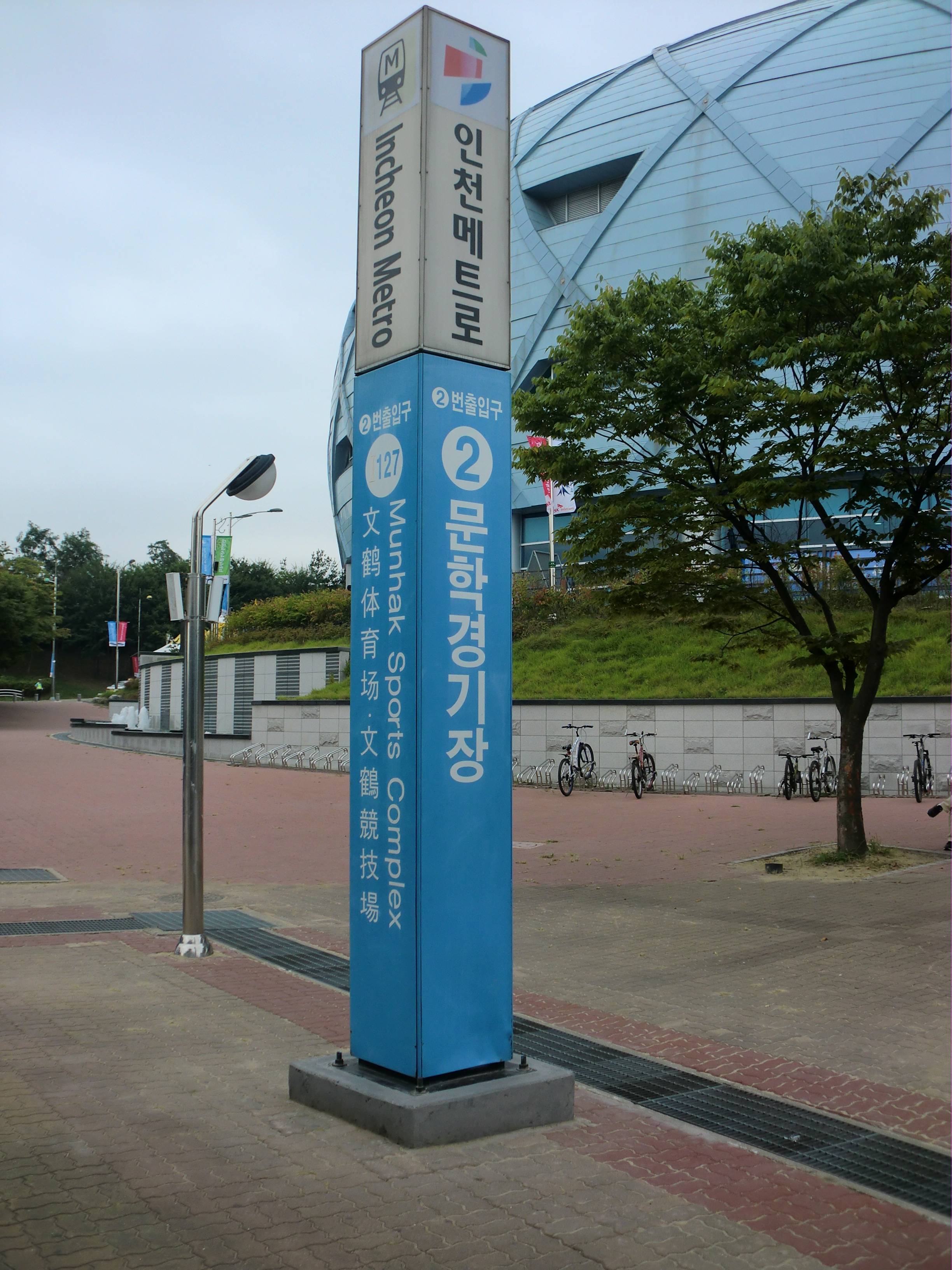
2號出口站牌
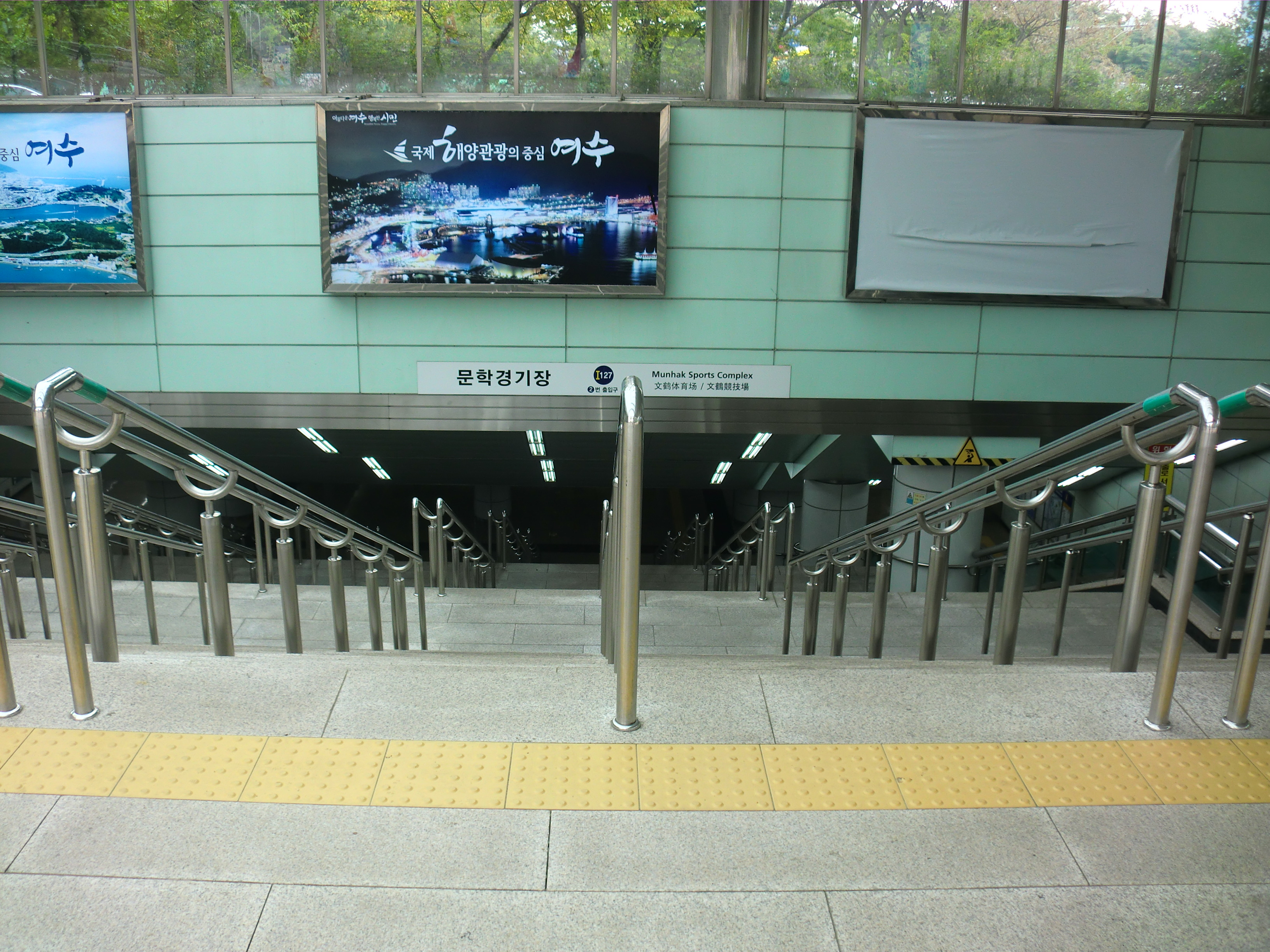
出入口

## 相鄰車站
仁川交通公社
●仁川都市鐵道1號線
仁川客運站（I126）－文鶴體育場（I127）－仙鶴（I128）